# Jäger-Klasse
Die Jäger-Klasse war eine Klasse von fünfzehn Dampfkanonenbooten II. Klasse, die von der Preußischen Marine in Auftrag gegeben und später auch von der Kaiserlichen Marine eingesetzt wurde. Sie entstand gleichzeitig mit den Schiffen der etwas größeren Camaeleon-Klasse.

## Entwicklung
Das Königreich Preußen sah sich 1858 wachsenden außenpolitischen Spannungen, besonders mit Dänemark, gegenüber. Dies führte zu der Überlegung, die Küstenverteidigung auszubauen. Die Flotte war zu diesem Zeitpunkt zahlenmäßig sehr klein und nach 1849 kaum vergrößert worden. Auch waren die vorhandenen, mit Rudern ausgestatteten Kanonenschaluppe sowohl technisch als auch militärisch völlig überholt und mussten ersetzt werden. So wurde unter anderem vom neuen Chef des Generalstabs, Helmuth von Moltke, gefordert, 20 neue Kanonenboote mit Dampfantrieb zu bauen. Mit diesen sollte die Flotte modernisiert und ausgebaut werden, wobei der Wunsch des Prinzen Adalbert von Preußen, eine hochseetaugliche Flotte zu schaffen, nicht berücksichtigt wurde. Aber auch auf die Anregung des Preußischen Abgeordnetenhauses, die Kanonenboote in Friedenszeiten für die Handelsschifffahrt zu verwenden, konnte nicht eingegangen werden, da die Bauweise der Kriegsschiffe einen rentablen derartigen Einsatz nicht zuließ. Dieser Vorschlag zeugt lediglich vom fehlenden Sachverstand der Abgeordneten.
Zunächst wurde an Schiffe mit einer Größe von ca. 250 t gedacht, die eine Leistung von rund 230 PSi aufweisen und mit drei Geschützen bewaffnet sein sollten. Dabei lehnte man sich an eine im Krimkrieg bewährte britische Konstruktion an. Aufgrund der schwierigen außenpolitischen Lage wurde auf den ursprünglich vorgesehenen Bau zweier Probefahrzeuge verzichtet; stattdessen wurden Mitte des Jahres 1859 bei acht Privatwerften insgesamt 15 Kanonenboote gleichzeitig bestellt. Mit dem Bau der Schiffe wurde noch im selben Jahr begonnen. Sie standen zwischen Januar und April 1860 zum Stapellauf bereit und wurden im Herbst 1860 an die Marine übergeben. Ihre Namen erhielten sie jedoch nicht wie sonst üblich erst mit dem Stapellauf, sondern bereits am 18. Oktober 1859 durch eine Allerhöchste Kabinettsorder. Grund dafür waren Bestimmungen der preußischen Zollbehörde bezüglich der Einfuhr von Bauteilen aus dem Ausland, besonders von Eisenteilen, bei der der Name des Schiffes, für die sie bestimmt waren, genannt werden musste. Dies führte unter anderem dazu, dass die Werft Lübke in Wolgast den beiden bei ihr in Bau befindlichen Schiffen werftintern die Namen Blitz und Donner verlieh, was der Zollbehörde ausreichte.

## Technik
Die Kanonenboote wurden als Holzbauten in traditioneller Kraweelbauweise ausgeführt, der Rumpf mit Kupferplatten beschlagen. Bei einer Konstruktionsverdrängung von 237 t betrug die maximale Verdrängung 283 t. Die Schiffe waren 41,20 m lang, 6,69 m breit und besaßen bei maximaler Verdrängung von 283 t einen Tiefgang von 2,20 m.
Die Besatzung bestand nominell aus zwei Offizieren und 38 Mannschaften. Dabei konnten sich abhängig vom jeweiligen Einsatz der Schiffe Abweichungen ergeben.
Die Kanonenboote galten als schlechte Seeschiffe. Sie neigten zu starkem Schlingern und waren sehr nass. Ein Andampfen und Segeln gegensee war nicht möglich, auch lagen die Schiffe nur schlecht bei. Die Manövrierbarkeit war nur mittelmäßig. Ihre Seeeigenschaften brachten den Schiffen den Spitznamen „Seeferkel“ ein.

### Antriebsanlage
Die Maschinenanlage bestand aus vier querstehenden Kofferkesseln, die 4 atü Druck erzeugten und zwei einzylindrige Dampfmaschinen mit Frischdampf versorgten. Kessel und Maschinen waren in einem gemeinsamen Raum untergebracht. Die liegend installierten Dampfmaschinen wirkten auf eine gemeinsame Welle und trieben eine dreiflüglige Schraube mit einem Durchmesser von 1,88 m an. Die Maschinenanlage, die 220 PSi leistete, verhalf den Booten zu einer Höchstgeschwindigkeit von 9,0 kn. Der Brennstoffvorrat belief sich auf maximal 31 t Kohle.
Außerdem waren die Schiffe mit einer Schonertakelung versehen, die eine Segelfläche von rund 300 m² aufwies.

### Bewaffnung
Die Schiffe der Jäger-Klasse waren mit drei Geschützen bestückt, je einem 24-Pfünder, was einem Kaliber von 15 cm entsprach, sowie zwei 12-Pfündern mit 12 cm Kaliber, die sämtlich Hinterlader waren. Neun Schiffe wurden 1872 einer Grundreparatur unterzogen, bei der man anstelle der drei ursprünglichen Geschütze eine Ringkanone Kabliber 15 cm L/22 einbaute. Lediglich die Fuchs wurde weitere Male umarmiert und erhielt zunächst 1878 eine 8,7-cm-L/24-Ringkanone, 1880 schließlich eine 3,7-cm-Revolverkanone.

## Einsatz
Die Kanonenboote wurden während des Deutsch-Dänischen, des Deutschen und des Deutsch-Französischen Krieges eingesetzt, ohne jedoch eine entscheidende Rolle zu spielen. Außerdem waren sie als Tender in Häfen oder für Schulschiffe tätig. Insgesamt waren sie nur sehr wenig im Einsatz und lagen zumeist aufgeslipt an Land.

## Schiffe derJäger-Klasse
- Jäger: Stapellauf im Januar 1860. Die erste Indienststellung erfolgte am 25. Juni 1861. Weitere Einsätze erfolgten während des Deutsch-Dänischen sowie des Deutsch-Französischen Krieges. Am 19. März 1872 wurde die Jäger aus der Liste der Kriegsschiffe gestrichen und in der Folge als Zielscheibe aufgebraucht.
- Crocodill: Stapellauf Ende Januar 1860. Die erste und einzige Indienststellung fand im Herbst 1860 statt, das genaue Datum ist nicht bekannt. Der bauliche Zustand des aufgeslippten Kanonenbootes verschlechterte sich schnell und verhinderte eine aktive Verwendung. Bereits am 14. März 1867 wurde die Crocodill als erstes Schiff ihrer Klasse aus der Liste der Kriegsschiffe gestrichen und anschließend abgewrackt.
- Fuchs: Stapellauf am 14. Februar 1860. Im Herbst 1860 erstmals in Dienst gestellt, wurde das Schiff auch 1861 verwendet. Weitere Einsätze erfolgten während des Deutsch-Dänischen und des Deutsch-Französischen Krieges. Von 1878 bis 1882 wurde das Schiff periodisch als Artillerieschulboot eingesetzt. Am 14. November 1882 aus der Liste der Kriegsschiffe gestrichen, wurde die Fuchs als Prahm aufgebraucht.
- Hay: Stapellauf am 14. Februar 1860. Die erste Indienststellung erfolgte im Herbst 1860. Einer Indiensthaltung während des Deutsch-Dänischen Krieges folgte ein Einsatz im Jahr 1869 sowie während des Deutsch-Französischen Krieges. Letztmals aktiviert wurde die Hay 1872. Am 7. September 1880 aus der Liste der Kriegsschiffe gestrichen, wurde das Schiff als Prahm aufgebraucht.
- Scorpion: Stapellauf am 14. Februar 1860. Das Schiff wurde am 25. Juni 1861 erstmals in Dienst gestellt. Es wurde während des Deutsch-Dänischen und des Deutschen Krieges aktiviert. Von 1867 bis 1869 wurde die Scorpion als Tender genutzt. Die letzte Indiensthaltung fand während des Deutsch-Französischen Krieges statt. Am 9. Januar 1877 wurde das Schiff aus der Liste der Kriegsschiffe gestrichen und anschließend als Prahm aufgebraucht.
- Sperber: Stapellauf am 14. Februar 1860. Die erste Indienststellung fand am 11. Februar 1864 statt. Das Schiff wurde während des Deutsch-Dänischen Krieges sowie kurzzeitig im Jahr 1869 eingesetzt, außerdem zu Beginn des Deutsch-Französischen Krieges. Von 1875 bis 1877 wurde die Sperber als Tender in Kiel genutzt. Das Schiff wurde am 12. November 1878 aus der Liste der Kriegsschiffe gestrichen und als Prahm aufgebraucht.
- Hyäne: Stapellauf im April 1860. Das Schiff wurde im Herbst 1860 erstmals in Dienst gestellt, das genaue Datum ist jedoch nicht bekannt. Es wurde während des Deutsch-Dänischen sowie während des Deutsch-Französischen Krieges zum Dienst herangezogen. Am 17. Juli 1873 aus der Liste der Kriegsschiffe gestrichen, wurde die Hyäne als Zielscheibe aufgebraucht.
- Habicht: Stapellauf im Frühjahr 1860. Die erste Indienststellung fand im Herbst 1860 statt. Zum Einsatz kam das Schiff während des Deutsch-Dänischen Krieges, in den Jahren 1867 und 1868 als Tender sowie während des Deutsch-Französischen Krieges. Letztmalige Verwendung fand die Habicht 1877 als Tender. Das Schiff wurde am 27. November 1877 aus der Liste der Kriegsschiffe gestrichen und als Prahm aufgebraucht.
- Pfeil: Stapellauf am 14. Februar 1860. Die erste Indienststellung erfolgte am 14. Februar 1864 für den Einsatz im Deutsch-Dänischen Krieg. Nach einer Verwendung als Wachtschiff und Tender folgte der Einsatz während des Deutsch-Französischen Krieges. Am 19. März 1872 erfolgte die Streichung aus der Liste der Kriegsschiffe. Die Pfeil wurde als Prahm aufgebraucht.
- Natter: Stapellauf am 14. Februar 1860. Nach Ausbruch des Deutsch-Dänischen Krieges erfolgte am 1. März 1864 die erste Indienststellung des Schiffs. Die zweite Indiensthaltung erfolgte während des Deutsch-Französischen Krieges. Letztmals eingesetzt wurde die Natter als Tender im Jahr 1873. Am 7. September 1880 wurde das Schiff aus der Liste der Kriegsschiffe gestrichen. Sein weiterer Verbleib ist nicht bekannt.
- Schwalbe: Stapellauf am 14. Februar 1860. Nach der am 1. März 1864 erfolgten ersten Indienststellung wurde das Schiff während des Deutsch-Dänischen und später während des Deutsch-Französischen Krieges eingesetzt. Am 19. März 1872 aus der Liste der Kriegsschiffe gestrichen, wurde die Schwalbe als Prahm aufgebraucht.
- Salamander: Stapellauf am 14. Februar 1860. Die erste Indienststellung fand am 21. Juni 1861 statt. Das Schiff wurde während des Deutsch-Dänischen sowie des Deutsch-Französischen Krieges eingesetzt. Von 1872 bis 1875 wurde die Salamander als Tender genutzt. Am 12. November 1878 aus der Liste der Kriegsschiffe gestrichen, wurde das Schiff als Prahm aufgebraucht.
- Wespe: Stapellauf am 14. Februar 1860. Am 11. Februar 1864 erstmals in Dienst gestellt, nahm das Schiff am Deutsch-Dänischen sowie am Deutsch-Französischen Krieg teil. Die Streichung aus der Liste der Kriegsschiffe erfolgte am 19. März 1872. Dennoch fand die Wespe im Juli und August 1872 eine erneute Verwendung. Das Schiff wurde schließlich als Prahm aufgebraucht.
- Tiger: Stapellauf am 14. Februar 1860. Die erste Indienststellung fand am 3. März 1864 statt. Das Schiff wurde während des Deutsch-Dänischen, des Deutschen und des Deutsch-Französischen Krieges eingesetzt. 1874 und 1875 fand es als Tender Verwendung. Am 9. Januar 1877 wurde die Tiger aus der Liste der Kriegsschiffe gestrichen und in der Folgezeit als Prahm aufgebraucht.
- Wolf: Stapellauf am 29. April 1860. Erstmals in Dienst gestellt wurde das Schiff am 21. Februar 1864. Das Schiff fand während des Deutsch-Dänischen und des Deutschen Krieges Verwendung. Von 1866 bis 1868 wurde die Wolf für Vermessungsarbeiten herangezogen. Auch während des Deutsch-Französischen Krieges wurde das Schiff eingesetzt. Am 26. September 1875 erfolgte die Streichung aus der Liste der Kriegsschiffe. Nach der Nutzung als Prahm wurde der Rumpf am 5. August 1884 bei Torpedoübungen versenkt, anschließend gehoben und abgewrackt.